# The Diving Board
Albums de Elton John
Good Morning to the Night
(2012) Wonderful Crazy Night
(2016)
Singles
1. Home Again"
Sortie : 24 juin 2013
2. Mexican Vacation (Kids in the Candlelight)
Sortie : 28 aout 2013
3. Can't Stay Alone Tonight
Sortie : mars 2014

The Diving Board est le 29e album studio du chanteur britannique Elton John, sorti en 2013.

## Liste des titres
Toutes les paroles sont écrites par Bernie Taupin, toute la musique est composée par Elton John.
| 1.    | Oceans Away                                | 3:58 |
| 2.    | Oscar Wilde Gets Out                       | 4:35 |
| 3.    | A Town Called Jubilee                      | 4:30 |
| 4.    | The Ballad of Blind Tom                    | 4:12 |
| 5.    | Dream #1 (interlude instrumentale)         | 0:40 |
| 6.    | My Quicksand                               | 4:47 |
| 7.    | Can't Stay Alone Tonight                   | 4:48 |
| 8.    | Voyeur                                     | 4:16 |
| 9.    | Home Again                                 | 5:01 |
| 10.   | Take This Dirty Water                      | 4:25 |
| 11.   | Dream #2 (interlude instrumentale)         | 0:43 |
| 12.   | The New Fever Waltz                        | 4:38 |
| 13.   | Mexican Vacation (Kids in the Candlelight) | 3:34 |
| 14.   | Dream #3 (interlude instrumentale)         | 1:37 |
| 15.   | The Diving Board                           | 5:59 |
| 57:45 |                                            |      |

| Titres bonus - édition deluxe | Titres bonus - édition deluxe                                         | Titres bonus - édition deluxe | Titres bonus - édition deluxe | Titres bonus - édition deluxe | Titres bonus - édition deluxe | Titres bonus - édition deluxe | Titres bonus - édition deluxe | Titres bonus - édition deluxe | Titres bonus - édition deluxe |
| No                            | Titre                                                                 | Durée                         |                               |                               |                               |                               |                               |                               |                               |
| ----------------------------- | --------------------------------------------------------------------- | ----------------------------- | ----------------------------- | ----------------------------- | ----------------------------- | ----------------------------- | ----------------------------- | ----------------------------- | ----------------------------- |
| 16.                           | Candlelit Bedroom                                                     | 4:14                          |                               |                               |                               |                               |                               |                               |                               |
| 17.                           | Home Again (Live aux Capitol Studios)                                 | 5:19                          |                               |                               |                               |                               |                               |                               |                               |
| 18.                           | Mexican Vacation (Kids in the Candlelight) (Live aux Capitol Studios) | 4:28                          |                               |                               |                               |                               |                               |                               |                               |
| 19.                           | The New Fever Waltz (Live aux Capitol Studios)                        | 4:42                          |                               |                               |                               |                               |                               |                               |                               |
| 76:28                         |                                                                       |                               |                               |                               |                               |                               |                               |                               |                               |

| 1. | introduction par T-Bone Burnett            |  |
| 2. | The New Fever Waltz                        |  |
| 3. | Mexican Vacation (Kids in the Candlelight) |  |
| 4. | Home Again                                 |  |
| 5. | Making of The Diving Board avec Elton John |  |
| 6. | Crédits                                    |  |

| Édition limitée Target.com - États-Unis / Japon | Édition limitée Target.com - États-Unis / Japon                       | Édition limitée Target.com - États-Unis / Japon | Édition limitée Target.com - États-Unis / Japon | Édition limitée Target.com - États-Unis / Japon | Édition limitée Target.com - États-Unis / Japon | Édition limitée Target.com - États-Unis / Japon | Édition limitée Target.com - États-Unis / Japon | Édition limitée Target.com - États-Unis / Japon | Édition limitée Target.com - États-Unis / Japon |
| No                                              | Titre                                                                 | Durée                                           |                                                 |                                                 |                                                 |                                                 |                                                 |                                                 |                                                 |
| ----------------------------------------------- | --------------------------------------------------------------------- | ----------------------------------------------- | ----------------------------------------------- | ----------------------------------------------- | ----------------------------------------------- | ----------------------------------------------- | ----------------------------------------------- | ----------------------------------------------- | ----------------------------------------------- |
| 1.                                              | Oceans Away                                                           | 3:57                                            |                                                 |                                                 |                                                 |                                                 |                                                 |                                                 |                                                 |
| 2.                                              | Oscar Wilde Gets Out                                                  | 4:35                                            |                                                 |                                                 |                                                 |                                                 |                                                 |                                                 |                                                 |
| 3.                                              | A Town Called Jubilee                                                 | 4:29                                            |                                                 |                                                 |                                                 |                                                 |                                                 |                                                 |                                                 |
| 4.                                              | The Ballad of Blind Tom                                               | 4:12                                            |                                                 |                                                 |                                                 |                                                 |                                                 |                                                 |                                                 |
| 5.                                              | Dream #1 (interlude instrumentale)                                    | 0:39                                            |                                                 |                                                 |                                                 |                                                 |                                                 |                                                 |                                                 |
| 6.                                              | My Quicksand                                                          | 4:46                                            |                                                 |                                                 |                                                 |                                                 |                                                 |                                                 |                                                 |
| 7.                                              | Can't Stay Alone Tonight                                              | 4:48                                            |                                                 |                                                 |                                                 |                                                 |                                                 |                                                 |                                                 |
| 8.                                              | Voyeur                                                                | 4:16                                            |                                                 |                                                 |                                                 |                                                 |                                                 |                                                 |                                                 |
| 9.                                              | Home Again                                                            | 5:01                                            |                                                 |                                                 |                                                 |                                                 |                                                 |                                                 |                                                 |
| 10.                                             | Take This Dirty Water                                                 | 4:24                                            |                                                 |                                                 |                                                 |                                                 |                                                 |                                                 |                                                 |
| 11.                                             | Dream #2 (interlude instrumentale)                                    | 0:43                                            |                                                 |                                                 |                                                 |                                                 |                                                 |                                                 |                                                 |
| 12.                                             | The New Fever Waltz                                                   | 4:38                                            |                                                 |                                                 |                                                 |                                                 |                                                 |                                                 |                                                 |
| 13.                                             | Mexican Vacation (Kids in the Candlelight)                            | 3:33                                            |                                                 |                                                 |                                                 |                                                 |                                                 |                                                 |                                                 |
| 14.                                             | Dream #3 (interlude instrumentale)                                    | 1:36                                            |                                                 |                                                 |                                                 |                                                 |                                                 |                                                 |                                                 |
| 15.                                             | The Diving Board                                                      | 5:55                                            |                                                 |                                                 |                                                 |                                                 |                                                 |                                                 |                                                 |
| 16.                                             | Candlelit Bedroom                                                     | 4:13                                            |                                                 |                                                 |                                                 |                                                 |                                                 |                                                 |                                                 |
| 17.                                             | Gauguin Gone Hollywood                                                | 4:18                                            |                                                 |                                                 |                                                 |                                                 |                                                 |                                                 |                                                 |
| 18.                                             | 5th Avenue                                                            | 4:22                                            |                                                 |                                                 |                                                 |                                                 |                                                 |                                                 |                                                 |
| 19.                                             | Home Again (Live from Capitol Studios)                                | 5:19                                            |                                                 |                                                 |                                                 |                                                 |                                                 |                                                 |                                                 |
| 20.                                             | Mexican Vacation (Kids in the Candlelight) (Live aux Capitol Studios) | 4:27                                            |                                                 |                                                 |                                                 |                                                 |                                                 |                                                 |                                                 |
| 21.                                             | The New Fever Waltz (Live aux Capitol Studios)                        | 4:42                                            |                                                 |                                                 |                                                 |                                                 |                                                 |                                                 |                                                 |
| 84:54                                           |                                                                       |                                                 |                                                 |                                                 |                                                 |                                                 |                                                 |                                                 |                                                 |

## Classements et certifications
| Classements et pays (2013)                          | Meilleure position |
| --------------------------------------------------- | ------------------ |
| Australie - ARIA Charts                             | 26                 |
| Autriche                                            | 13                 |
| Belgique (Flandre) - Ultratop                       | 33                 |
| Belgique (Wallonie) - Ultratop                      | 20                 |
| Canada - Canadian Albums Chart                      | 7                  |
| Croatie - IFPI                                      | 9                  |
| République tchèque - IFPI                           | 11                 |
| Danemark                                            | 6                  |
| Pays-Bas - MegaCharts                               | 22                 |
| France - SNEP                                       | 24                 |
| Allemagne - GfK Entertainment                       | 11                 |
| Irlande - Irish Albums Chart                        | 14                 |
| Italie - FIMI                                       | 12                 |
| Japon - Oricon                                      | 100                |
| Nouvelle-Zélande - Official New Zealand Music Chart | 20                 |
| Norvège - VG-lista                                  | 10                 |
| Espagne - Promusicae                                | 36                 |
| Suède - Sverigetopplistan                           | 42                 |
| Suisse - Schweizer Hitparade                        | 7                  |
| Royaume-Uni (UK Albums Chart)                       | 3                  |
| États-Unis Billboard 200                            | 4                  |

| Pays              | Certification |
| ----------------- | ------------- |
| Royaume-Uni (BPI) | Argent        |